# Ахмедов Ахмад Магомедович
Ахмад Магомедович Ахмедов (нар. 1 липня 1975) — спортивний діяч, російський і український тренер з кікбоксингу, президент Федерації професійного кікбоксингу України К-1, Заслужений тренер Росії.
Учасник російсько-української війни (з 2022), президент Всеукраїнського конгресу народів Дагестану.

## Біографія
Був головним тренером збірної Дагестану з кікбоксингу у розділі фулконтакт. Тренував у кизлярській школі «Матадор». У 2013 році працював директором МКОУ ДОД «ДЮСШ» Кизлярського району, був організатором і суддею двох змагань РД з кікбоксингу та одного з армспорту.
Станом на 2013 рік, був тренером сімох майстрів спорту міжнародного класу, серед яких Башир Таждінов, Раджаб Алієв, Магомед Саїдов та інші. До 2022 виховав 16 чемпіонів світу.
З 2017 року живе в Україні, призначений президентом Федерації професійного кікбоксингу України К-1.
У 2022 році під час російського вторгнення в Україну, попри те, що сім'я перебувала на території Росії, вступив у територіальну оборону, став бійцем спецпідрозділу «Хорт», брав участь в обороні Києва. Перейшов у Дагестанський добровольчий батальйон імені імама Шаміля, призначений заступником командира батальйону, брав участь в обороні Бахмута.
Очолив Всеукраїнський конгрес народів Дагестану.
22 листопада 2023 стало відомо, що проти Ахмедова в Росії порушено кримінальну справу, його підозрюють у державній зраді.

## Сім'я
Одружений, двоє дітей, мешкають у Дагестані.